# Gaetano Viviani
Gaetano Viviani (Terrasini, 1896 - Palerm, 1954) va ser un baríton italià.
Encara jove, va traslladar-se als Estats Units, on va formar-se sota la tutela del baríton Alessandro Arcangeli, que en aquell moment dirigia una escola de cant. La seva primera gran oportunitat escènica arribà el 1921, quan fou convidat a interpretar el paper d'Amonasro a Aida a l'Òpera de Manhattan de Nova York.
Va cantar diverses temporades al Gran Teatre del Liceu de Barcelona.